# 사뭇쁘라깐

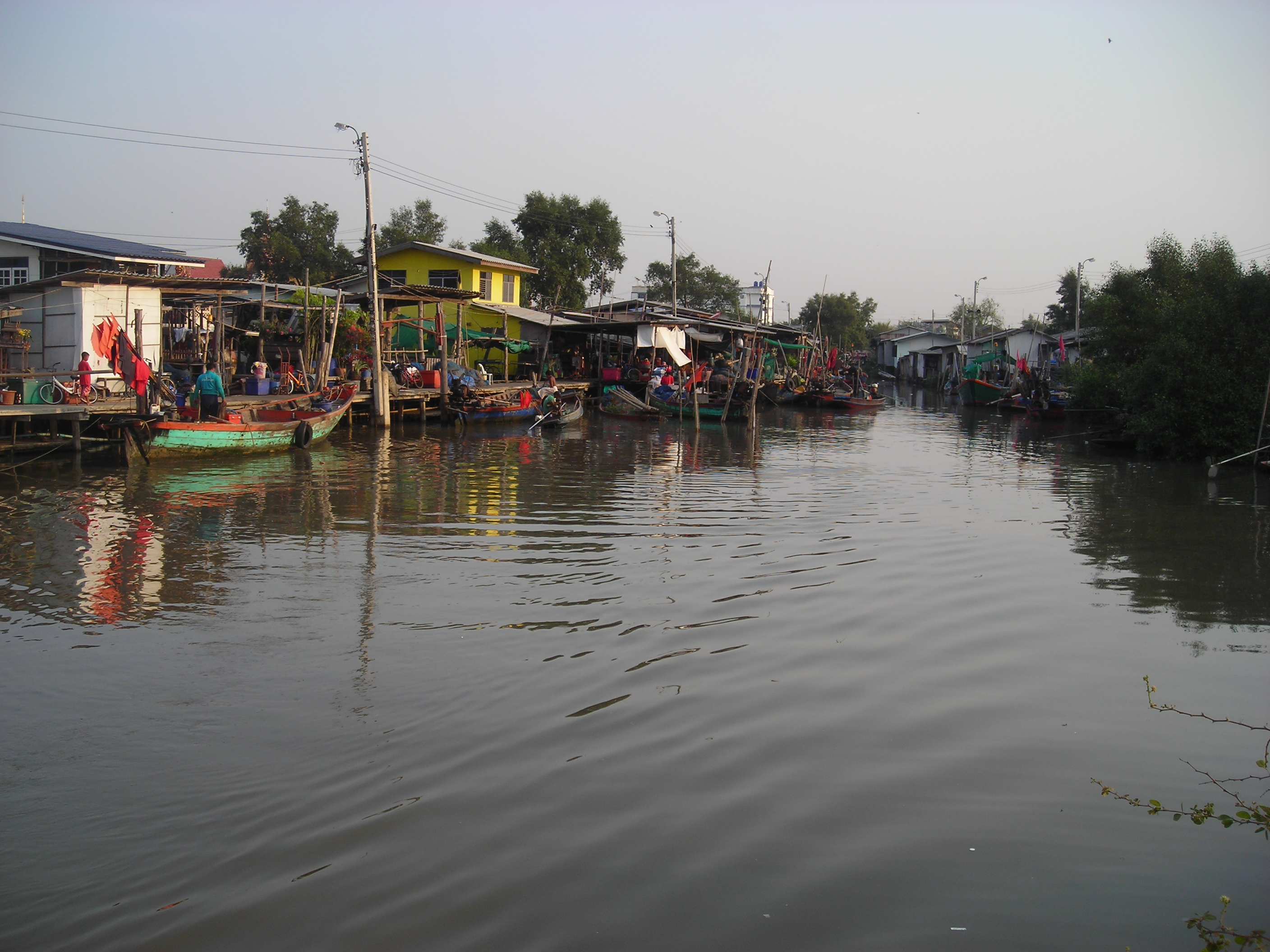
사뭇쁘라깐

사뭇쁘라깐(태국어: สมุทรปราการ)은 태국의 읍(테사반 므앙)으로 사뭇쁘라깐 주의 주도이며 면적은 7.33km2, 인구는 460,141명(2005년 기준)이다. 행정 구역상으로는 므앙사뭇쁘라깐 군에 속한다. 수도 방콕 남동쪽에 위치한다.